# 自然放射増幅光
自然放射増幅光（しぜんほうしゃぞうふくこう、英: amplified spontaneous emission, ASE）またはスーパールミネッセンス (superluminescence) とは、自然放出により発した光が、利得媒質中で誘導放出によって光増幅されたものである。ランダムレーザーに利用される。

## 起源
ASE はレーザー利得媒質がポンピングにより反転分布にあるときに生じる。レーザー光共振器による ASE のフィードバックがレーザー発振閾値に達すればレーザーが動作する。ASE はコヒーレントでないため、過剰な ASE はレーザーに望ましくない影響を及ぼし、利得媒質で達成可能な最大利得を制限する。ASE は利得の大きい、もしくはサイズの大きいレーザーに対して深刻な問題を生じさせうる。この場合、インコヒーレントな ASE を取り出すもしくは吸収する機構を設ける必要があり、さもなくば利得媒質の励起がコヒーレント放射を生むことなくインコヒーレントな ASE により消費されてしまうことになる。ASE は特にディスクレーザーなどの光共振器が短く幅広な場合に問題となる。
ASE は望ましい影響を与えることもあり、広帯域光源として用いられる。共振器によるフィードバックが無い場合、レーザー発振は起こらず、利得媒質の帯域幅に起因して帯域の広い光が生じる。これにより時間コヒーレンスが低くなり、レーザーに比べてスペックル雑音が低減される。これに対して空間コヒーレンスは高くすることができ、放射の焦点を狭く絞ることができる。この特性によりこれらの光源は光ファイバーシステムや光干渉断層像などに有用となる。このような光源の例としては、スーパールミネッセントダイオードやドープトファイバー増幅器などが挙げられる。

### 有機色素レーザー
パルス色素レーザー中の ASE はスペクトル特性が非常に広く（幅 40-50 nm に及ぶ）、したがって色素レーザーを調整可能な狭線幅レーザーとして設計・運用するには深刻な課題となる。純粋レーザーが望ましく、ASE を抑制したい場合のため、レーザー共振器の設計の最適化など様々な研究が行なわれている。

### ディスクレーザー
いくつかの発表によれば、ディスクレーザーのパワースケーリングに際し、往復利得を下げる必要があり、したがって背景ロスに関する要求が厳しくなるという。現存するディスクレーザーはそのような制限から大きく外れた条件で動作しているとし、既存のレーザー材料を変更することなくパワースケーリングが可能だとする研究者もおり、論争となっている。

### 自己修復性色素添加ポリマー
2008年、ワシントン州立大学の研究者らは Disperse orange 11 などの有機色素を添加したポリマーに可逆な光劣化、単純に言い換えれば自己修復を観測した。この自己修復機能の研究に際し、ASE がプローブ光として用いられた。

### 短パルス高出力レーザーシステム
POLARIS レーザーなどのピーク出力が数テラワットからペタワットに及ぶ高出力 CPA レーザーシステムにおいては、ASE が時間的出力コントラストの制限要因となる。増幅中は時間的に広がっていたレーザーパルスを圧縮すると、ASE は一部が圧縮レーザーパルスの前に位置する準連続的ペデスタルを生じさせる。焦点における出力が 1022 W/cm2 に及ぶほど強いため、ASE はしばしば実験を大きく乱すこととなり、レーザーと標的との所望の相互作用が不可能になる場合さえある。